# بيت هوفمان
بيت هوفمان (بالإنجليزية: Pete Hoffman)‏ هو رسام كارتون أمريكي، ولد في 22 فبراير 1919، وتوفي في 7 سبتمبر 2013 في توليدو في الولايات المتحدة.